# Niphadophylax sophrona
Niphadophylax sophrona – gatunek motyli z rodziny trociniarkowatych i podrodziny Olethreutinae.
Gatunek ten opisany został po raz pierwszy w 2012 roku przez Józefa Razowskiego i Janusza Wojtusiaka na łamach „Acta Zoologica Cracoviensia”. Jako lokalizację typową wskazano Okomu Forest Reserve w nigeryjskim stanie Edo.
Motyl osiągający około 15 mm rozpiętości skrzydeł. Głowa jest kremowa z brązowo podbarwionym ciemieniem. Tułów ma kolor niemal czarny. Skrzydło przednie rozszerza się ku wierzchołkowi, ma zakrzywioną krawędź kostalną i nieco wypukły, lekko ukośny brzeg zewnętrzny. Ubarwienie ma białe z żółtawymi przyciemnieniami, perłowymi znakami, czarniawymi kropkami oraz czarną nasadą. Tylne skrzydło jest szare. Strzępiny skrzydeł przednich są szaroczarne, tylnych zaś białe.  Genitalia samca mają duży, zwężony ku wklęśniętemu, zaopatrzonemu w kolce szczytowi unkus, mały wyrostek towarzyszący, słabo zesklerotyzowany gnatos, lekko zagięty kątowo sakulus, szeroką szyjkę walwy, wydłużony kukulus z kolcami brzeżnymi oraz długi edeagus.
Gatunek afrotropikalny, znany tylko z Nigerii.